# Thallomys
Thallomys (Thomas, 1920) è un genere di Roditori della famiglia dei Muridi.

## Descrizione

### Dimensioni
Al genere Thallomys appartengono roditori di piccole dimensioni, con lunghezza della testa e del corpo tra 120 e 170 mm, la lunghezza della coda tra 120 e 210 mm e un peso fino a 116 g.

### Caratteristiche craniche e dentarie
Il cranio ha le ossa inter-orbitali considerevolmente compresse e le creste sopra-orbitali ben sviluppate. La bolla timpanica è grande. I molari hanno una struttura delle cuspidi complessa.
Sono caratterizzati dalla seguente formula dentaria:

### Aspetto
La pelliccia è morbida. I piedi sono corti e larghi, adattati alla vita arboricola. Le dita sono alquanto corte, tranne il quinto dito che appare allungato. La coda è più lunga della testa e del corpo ed è ricoperta fittamente di peli e termina solitamente con un ciuffo. Le femmine hanno due paia di mammelle inguinali.

## Distribuzione
Questo genere è diffuso nell'Africa orientale e meridionale.

## Tassonomia
Il genere comprende 4 specie.
- Thallomys loringi
- Thallomys nigricauda
- Thallomys paedulcus
- Thallomys shortridgei